# M7 (танк)
M7 (англ. Medium Tank M7) — середній танк США часів Другої світової війни. Спочатку проектувався з 1941 року як легкий танк, заміна для застарілого M3 «Стюарт». Проект повинен був нести таке саме озброєння 75-мм гарматою як M4 Sherman, зберігаючи легку масу і маневреність M3 Stuart. Однак, під час розробки вага прототипу була більша ніж стандарт армії США та привела до перекласифікації його в середній танк в серпні 1942 року. Танк був запущений в передсерійне виробництво восени 1942 року, але випробування випущених машин показали, що по всіх параметрах, окрім швидкості і габаритів, вони поступаються танку M4 «Шерман». Це призвело до зупинки виробництва після випуску всього 7 екземплярів.
Бронювання М7 було значно менше броні ніж в M4 Sherman, що не компенсувалось більшою вогневою потужністю, і давало лише незначну перевагу в максимальній швидкості. З цих причин, а також тому, що М4 вже пройшов бойові випробування в повному обсязі, виробництво М7 було скасовано незабаром після завершення випробувань.

## Виробництво

### Пропоновані модифікації
- T7 — Зварний корпус, п'яти-швидкісна гідромеханічна коробка передач, підвіска на спіральних пружинах.
- T7E1 — Клепаний корпус, лита башта, гідродинамічна передача.
- T7E2 — Змінений корпус, двигун "Райт R-975", гідродинамічна передача, озброєння британською 57-мм гарматою Ordnance QF 6-pounder Mark III.
- T7E3 — Зварні корпус і башта, два дизельні двигуни Геркулес DRXBS, автоматична коробка передач.
- T7E4 — Зварні корпус і башта, два двигуни Cadillac.
- T7E5 — переозброєний 75-мм гарматою M3 T7E2. Стандартизований як M7 середній танк.

## Випробування
Випробування показали, що маса танка, більше ніж передбачалося і може сягнути 28 до 29 тонн що було не прийнятно. Це призвело до зниження продуктивності і виробництво було зупинено до тих пір, поки можна було б виправити. Аналіз проблеми показав, що це було виправлено недоліки. Було виготовлено шість випробних, полегшених танків. Модифіковані машини були зараховані до M7E2s в деяких документах. Тестування показало, модифіковані танки мали поліпшену продуктивність, але тільки на низьких швидкостях, і за показниками поступались середньому танку M4A3. Окрім 6 модифікованих машин, ще 7 були прийняті як M7 середні в результаті чого загально було виготовлено до 13 танків. Таким чином, серійно було виготовлено лише 7 танків.